# Premio Nacional de Literatura de Chile
Der Premio Nacional de Literatura de Chile ist ein chilenischer Literaturpreis. Er wurde am 8. November 1942 während der Präsidentschaft Juan Antonio Ríos Morales’ gestiftet. Bis 1972 wurde er jährlich verliehen, seitdem alle zwei Jahre. Er wird als Anerkennung des Gesamtwerks des jeweiligen Preisträgers verstanden und besteht aus einem Preisgeld und einer lebenslangen Leibrente.

## Liste der Preisträger
- 1942 – Augusto d’Halmar
- 1943 – Joaquín Edwards Bello
- 1944 – Mariano Latorre
- 1945 – Pablo Neruda
- 1946 – Eduardo Barrios
- 1947 – Samuel Lillo Figueroa
- 1948 – Ángel Cruchaga Santa María
- 1949 – Pedro Prado
- 1950 – José Santos González Vera
- 1951 – Gabriela Mistral
- 1952 – Fernando Santiván
- 1953 – Daniel de la Vega
- 1954 – Víctor Domingo Silva
- 1955 – Francisco Antonio Encina
- 1956 – Max Jara
- 1957 – Manuel Rojas
- 1958 – Diego Dublé Urrutia
- 1959 – Hernán Díaz Arrieta
- 1960 – Julio Barrenechea
- 1961 – Marta Brunet
- 1962 – Juan Guzmán Cruchaga
- 1963 – Benjamín Subercaseaux
- 1964 – Francisco Coloane
- 1965 – Pablo de Rokha
- 1966 – Juvencio Valle
- 1967 – Salvador Reyes
- 1968 – Hernán del Solar
- 1969 – Nicanor Parra
- 1970 – Carlos Droguett
- 1971 – Humberto Díaz Casanueva
- 1972 – Edgardo Garrido
- 1974 – Sady Zañartu
- 1976 – Arturo Aldunate Phillips
- 1978 – Rodolfo Oroz
- 1980 – Roque Esteban Scarpa
- 1982 – Marcela Paz
- 1984 – Braulio Arenas
- 1986 – Enrique Campos Menéndez
- 1988 – Eduardo Anguita
- 1990 – José Donoso
- 1992 – Gonzalo Rojas
- 1994 – Jorge Edwards
- 1996 – Miguel Arteche
- 1998 – Alfonso Calderón
- 2000 – Raúl Zurita
- 2002 – Volodia Teitelboim
- 2004 – Armando Uribe
- 2006 – José Miguel Varas
- 2008 – Efraín Barquero
- 2010 – Isabel Allende
- 2012 – Óscar Hahn
- 2014 – Antonio Skármeta
- 2016 – Manuel Silva Acevedo
- 2018 – Diamela Eltit
- 2020 – Elicura Chihuailaf
- 2022 – Hernán Rivera Letelier
- 2024 – Elvira Hernández